# Alvis 14/75
Der Alvis 14/75 war der erste Sechszylinder-PKW, den Alvis fertigte. Er wurde von 1927 bis 1929 gebaut.
Der Wagen hatte einen Sechszylinder-Reihenmotor mit hängenden Ventilen. Der mit einem einzelnen Solex-Vergaser ausgestattete Motor hatte 1870 cm³ Hubraum (Bohrung × Hub = 63 mm × 100 mm). Die beiden Starrachsen waren an halbelliptischen Längsblattfedern aufgehängt.
Den 14/75 gab es mit zwei unterschiedlichen Radständen, 2845 mm für die zweisitzigen und 3010 mm für die viersitzigen Varianten. Erhältlich waren eine Limousine, ein Cabriolet und ein Roadster.
1930 wurde der 14/75 durch den Silver Eagle mit größeren Motoren ersetzt.